# Marble Arch
Marble Arch es un arco de triunfo de mármol blanco del siglo xix situado en Londres, Reino Unido. Fue diseñado por John Nash en 1827 para que fuera la entrada de Estado al cour d'honneur del Palacio de Buckingham; se encontraba cerca de lo que es hoy el cuerpo central de tres ventanas del palacio, que alberga el conocido balcón. En 1851, por iniciativa del arquitecto y urbanista Decimus Burton, discípulo de John Nash, fue trasladado y tras el ensanchamiento de Park Lane a principios de los años sesenta, se colocó donde se sitúa actualmente, aislado de manera incongruente en una gran mediana en la intersección de Oxford Street, Park Lane y Edgware Road. En el otro extremo de la A5 hay un arco similar, Admiralty Arch, en Holyhead, Gales.
Históricamente, solo se permitía a los miembros de la familia real y de la Real Artillería Montada de la Tropa Real que atravesaran el arco; esto sucede solo en procesiones ceremoniales. El arco también da nombre a la zona que la rodea, particularmente la zona sur de Edgware Road, y también a una estación de metro. El arco no forma parte de los Royal Parks y es mantenido por la autoridad local.

## Diseño y construcción

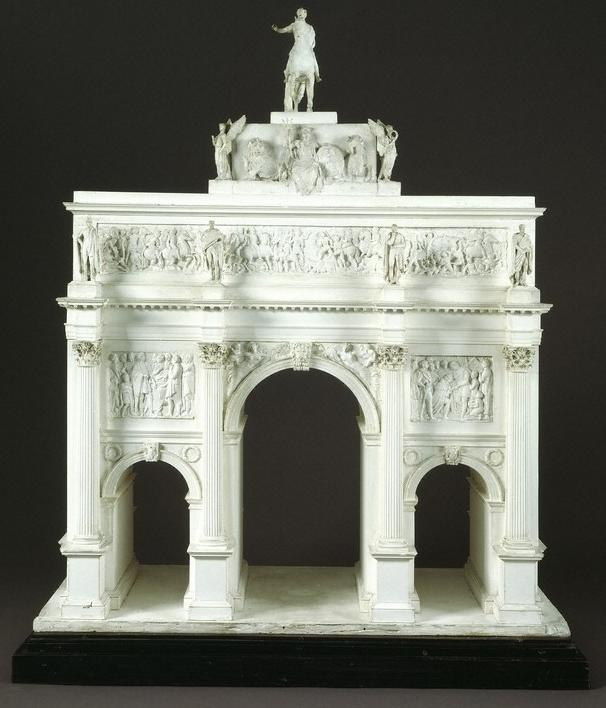
Maqueta del diseño original de John Nash del arco.

El diseño de tres arcos de Nash se basa en el Arco de Constantino de Roma y el Arco de triunfo del Carrusel de París. El arco está revestido en mármol de Carrara con adornos de mármol extraído de canteras cerca de Seravezza.
Se encargó a John Flaxman que realizara las esculturas conmemorativas. Tras su muerte en 1826 el encargo se dividió entre Sir Richard Westmacott, Edward Hodges Baily y J.C.F. Rossi. En 1829, se encargó una estatua ecuestre de bronce de Jorge IV a Sir Francis Chantrey, con la intención de colocarla en la cima del arco.
La construcción del arco empezó en 1827, pero fue interrumpida en 1830, tras la muerte del derrochador rey Jorge IV. Los crecientes costes eran inaceptables para el nuevo rey, Guillermo IV, que posteriormente intentó transformar el palacio incompleto en Parlamento como sustituto del recientemente destruido Palacio de Westminster. Las obras se retomaron en 1832, esta vez bajo la supervisión de Edward Blore, que redujo enormemente el ático planeado por Nash y omitió sus esculturas, incluida la estatua de Jorge IV. El arco se completó en 1833.
Parte de las esculturas no usadas, incluida una parte del friso de Westmacott de Waterloo y los paneles de Nelson, se reutilizaron en el Palacio de Buckingham. Las estatuas de la victoria y el relieve de Rossi de Europa y Asia se usaron en la National Gallery. En 1843 se colocó la estatua ecuestre de Jorge IV en uno de los pedestales de Trafalgar Square. El mármol blanco pronto perdió su color claro en la contaminada atmósfera de Londres. En 1847, Sharpe's London Magazine afirmó que estaba «descolorido por el humo y la humedad, y parecía una enorme figura de azúcar en el escaparate de una pastelería».

## Traslado

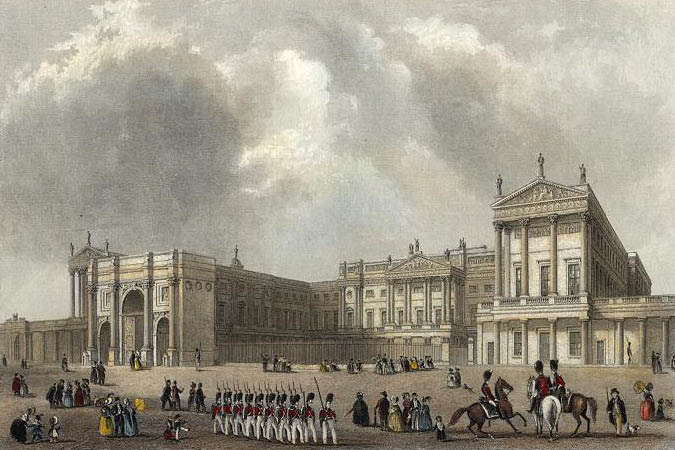
Marble Arch antes de su traslado como la entrada del recientemente reconstruido Palacio de Buckingham.

El Palacio de Buckingham se quedó sin ocupar, y en su mayor parte sin acabar, hasta que fue completado apresuradamente tras la llegada al trono de la reina Victoria en 1837. Pasados unos pocos años, el palacio resultó demasiado pequeño para la gran corte y la creciente familia de la reina. La solución fue ampliar el palacio encerrando el cour d'honneur con un nuevo cuerpo. Este cuerpo constituye actualmente la fachada principal y el lado público del palacio y protege las fachadas interiores, que contienen frisos y mármoles que complementaban los del arco.
Cuando en 1847 empezaron las obras, el arco fue desmontado y reconstruido por Thomas Cubitt como una entrada ceremonial a la esquina noreste de Hyde Park en Cumberland Gate. La reconstrucción se completó en marzo de 1851. Una historia popular dice que el arco fue trasladado porque era demasiado estrecho para que lo atravesara el carruaje de Estado de la reina, pero, en realidad, este carruaje de oro pasó bajo el arco durante la coronación de Isabel II en 1953.
Dentro del arco reconstruido había tres pequeñas habitaciones que se usaron como una comisaría de policía desde 1851 hasta por lo menos 1968 (John Betjeman realizó un programa en su interior en 1968 y dijo que era una comisaría completamente funcional). Primero albergó a los guardias reales del parque y posteriormente a la Policía Metropolitana. Un policía destinado allí a principios de la década de 1860 fue Samuel Parkes, que ganó la Cruz Victoria en la Carga de la Brigada Ligera en 1854, durante la Guerra de Crimea.
En 2005 se especuló que el arco se podría trasladar a Hyde Park, al otro lado de la calle, o a una ubicación más accesible que la actual, en una mediana.

## Ensanchamiento de Park Lane
Park Lane fue ensanchada como parte del Park Lane Improvement Scheme del London County Council y el Marble Arch se quedó atrapado en una mediana. El proyecto exigió una ley del parlamento en 1958, y durante la aprobación del Park Lane Improvement Bill se descartó la posibilidad de proporcionar un paso subterráneo en lugar de una rotonda debido a su coste excesivo y la necesidad de demoler edificios en Edgware Road. Como parte del proyecto se dispusieron jardines alrededor del arco en la mediana. Las obras se llevaron a cabo entre 1960 y 1964.

## Zona de Marble Arch

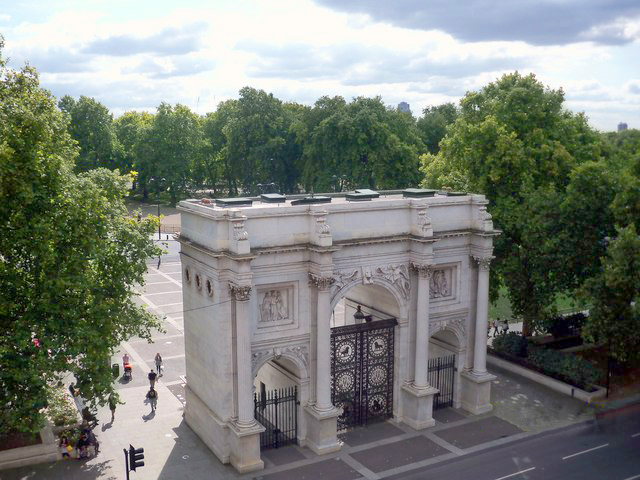
Vista aérea del arco y sus alrededores.

Tener una estación de metro hace que Marble Arch dé origen a una zona coloquial y moderna de Londres, sin parroquias ni instituciones establecidas que lleven su nombre. Esta zona habitualmente se corresponde con las zonas de Mayfair y Marylebone con vistas del arco y a veces todo St George's Fields, Marylebone (oeste de Edgware Road), todas ellas en la Ciudad de Westminster.
La homónima estación de metro es Marble Arch, en la Central Line. La zona que rodea el arco constituye un importante cruce de carreteras que conecta Oxford Street al este, Park Lane (A4202) al sur, Bayswater Road (A402) al oeste y Edgware Road (A5) al noroeste. La corta calle que hay justo al norte del arco también se llama Marble Arch.
El antiguo cine Odeon Marble Arch se encontraba junto a la intersección. Hasta 1997 tenía la pantalla de cine más grande de Londres, con una anchura de más de 23 m. Cerró en 2016 y fue demolido más tarde ese mismo año. El arco también se encuentra cerca de la antigua ubicación de las horcas de Tyburn, un lugar de ejecución pública desde 1388 hasta 1793.